# Glasögon

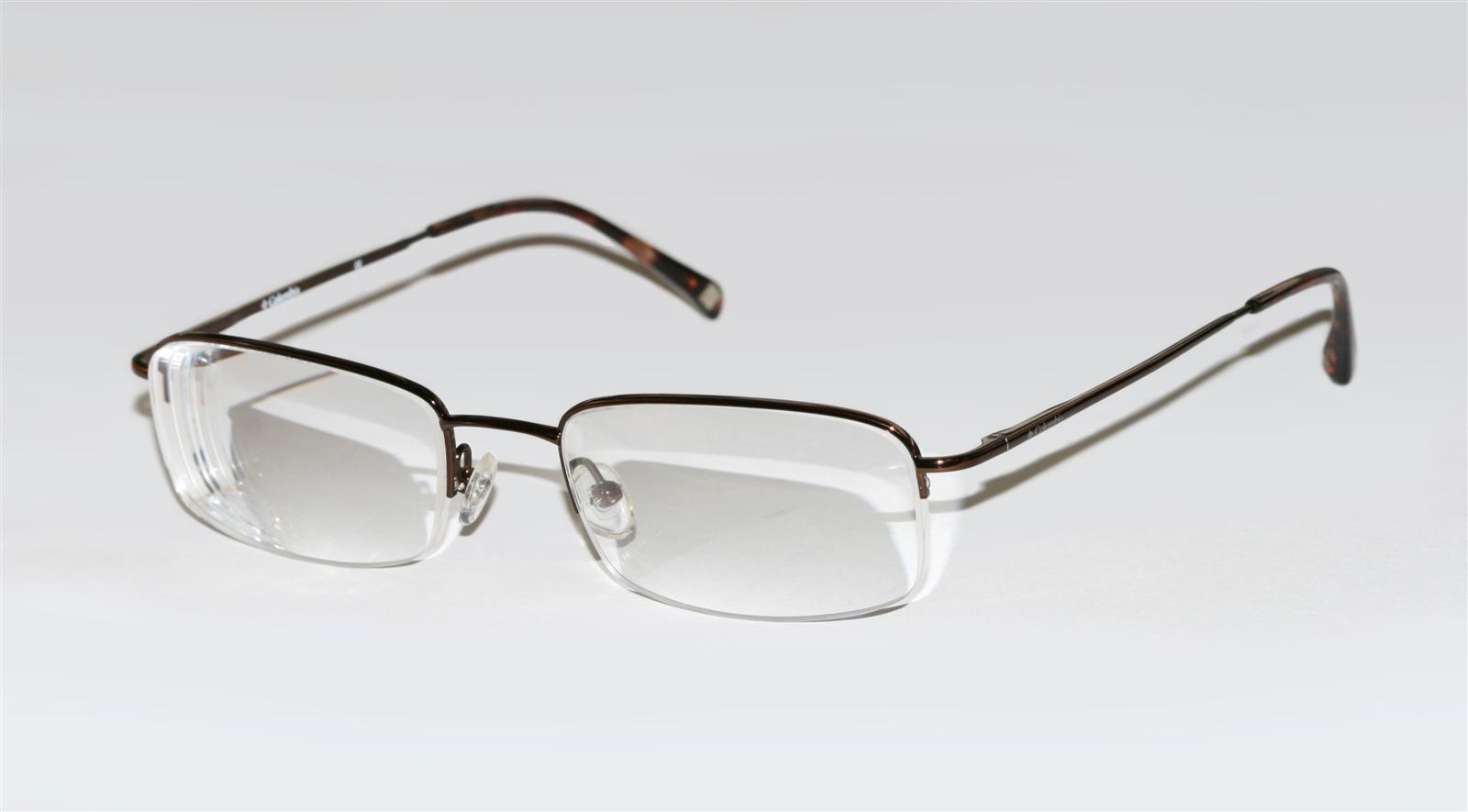
Glasögon

Glasögon är korrektionsglas eller skydd för ögonen bestående av slipat glas eller plast, som kan vara färgat eller ofärgat. Vanligtvis finns ett glas (det vill säga lins) för vartdera ögat och dessa är monterade i en glasögonbåge som hålls på plats av små plattor (sadlar) på näsryggen och skalmar som går bakom öronen.

## Etymologi
Det svenska ordet "brillor" kommer via lågtyska från det italienska ordet "barelle", vilket härstammar från det latinska ordet "beryllus". "Beryll" betyder kristall.

## Historia
Glasögonen antas ha uppfunnits i Venedig på 1200-talet. Linser av bergkristall hade då länge använts som synhjälpmedel, och det förekom även senare att linser av halvädelstenar, såsom beryll, använts som synhjälpmedel.
Första kända gången som glasögon omtalas i Sverige är i ett brev till biskopen i Linköping Knut Bosson (Natt och Dag), skickat mellan 1415 och 1463, vilket Johannes Hildebrand, munk i Vadstena, avslutar sålunda: Om Ni så önskar, vördnadsvärde Fader, så skicka mig också Edra brillor, som jag givit Eder, ty de äro ju sönderslagna. Ett annat och helt par skall jag icke försumma att sända Eder (översättning från latinet). I en kyrkomålning i Torshälla kyrka, målad på 1450-talet, avbildas Abraham läsande en bok med en brilla framför ögonen.
Den äldsta typen av glasögon kallas nitbrillor. Två skaftade glasinfattningar sammanhålls av en nit. Redan på 1300-talet började man dock tillverka bågbrillor, i vilka glasinfattningarna förenas med en fjädrande båge, på samma sätt som senare tiders pincené. Bågbrillorna kom under 1500-talet att tränga ut de äldre nitbrillorna. Staden Nürnberg blev under 1500-talet en stor exportör av glasögon till hela Europa, en export som förblev viktig för staden ända fram till 1700-talet. I början av 1700-talet började man i England att förse glasögonen med sidoskalmar. Till en början slutade dessa vid tinningen med en rund ring eller platta. 1752 lanserade den brittiske optikern James Ayscough i London en typ av bågar med skalmarna förlängda med vertikala gångjärn. Under 1800-talet kom denna typ av ledade glasögon att kallas herrbågar, medan glasögon med raka skalmar benämndes dambågar. Båda typerna tillverkades in på 1900-talet.
1800 tog Dudley Adams patent på en metod att framställa ovala glasögonglas. Med detta bröts en nära 500-årig tradition med runda glas. I detta sammanhang var även fyrkantiga glas på tal, men några fullgoda glasögon av avvikande form blev inte möjliga förrän man i Frankrike lärt sig framställa symmetriskt cylinderglas 1813.
1754 flyttade den engelske instrumentmakaren Joseph Oakley till Stockholm, där han troligen introducerade den engelska glasögontypen med skalmar. Redan tidigare hade dock instrumentmakaren Daniel Ekström tillverkat glasögonbågar i Sverige. 1755 erhöll hans elev Anders Wahlbom rättigheter att inrätta fabrik för tillverkning av glasögonbågar. De äldsta bevarade glasögonen med skalmar är ett par silverglasögon med Adolf Fredriks monogram på etuiet, vilka enligt uppgift skall ha tillhört ärkebiskop Samuel Troilius. Under början av 1800-talet var det vanligt att glasögonbågar tillverkades av guldsmeder. På 1860-talet introduceras ridbågarna.

## Olika typer av glasögon
Glasögon kan bäras för att korrigera olika typer av synfel eller för att skydda ögonen från solstrålning (solglasögon), vid olika sporter (simhopp) eller vid diverse riskfyllda arbeten (skyddsglasögon).

## Slipning av glas

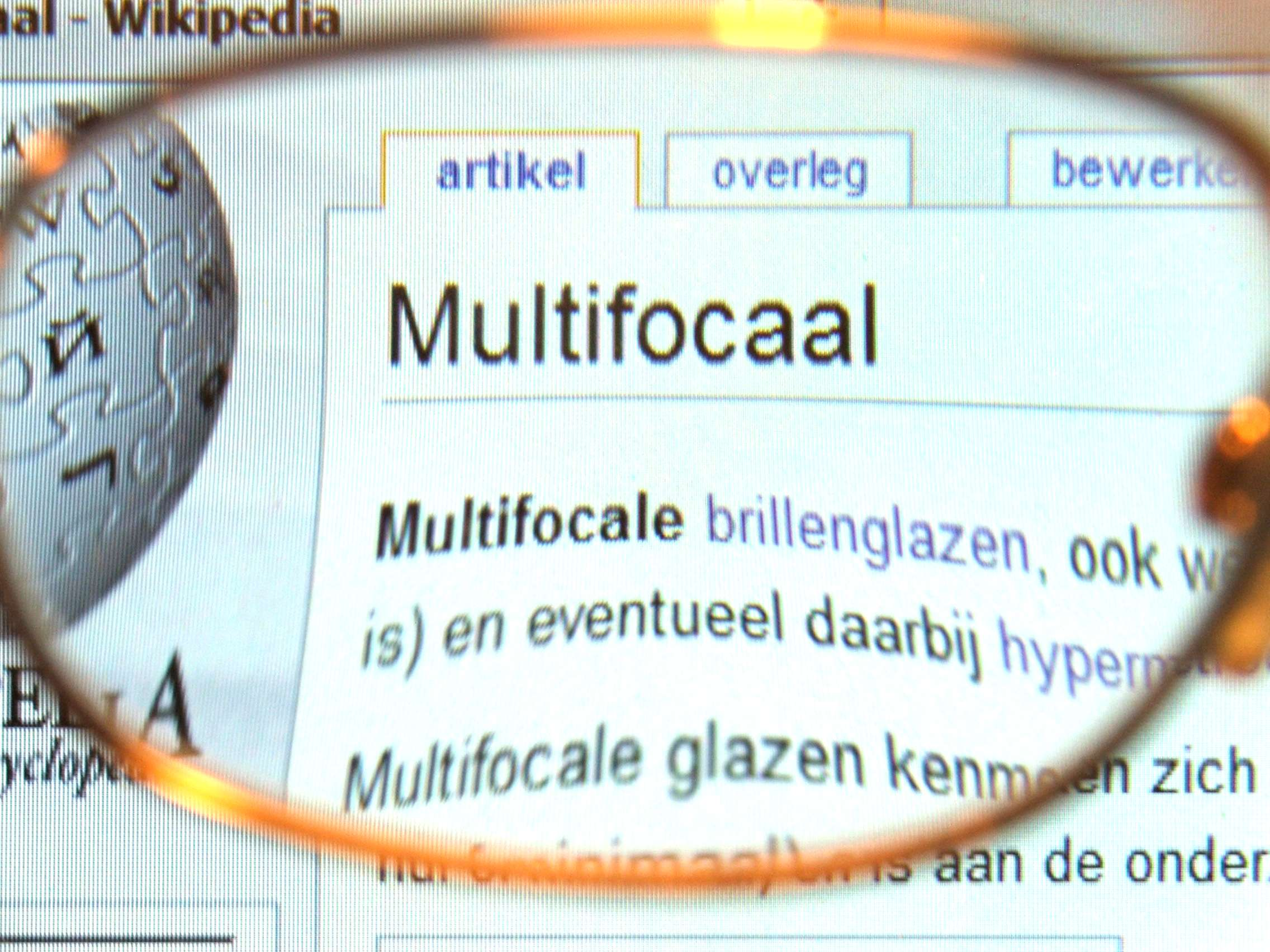
Progressiva glasögon

För korrigering av synfel används sfäriska eller asfäriska glas. Glasögon kan slipas med flera fokalpunkter (brännvidder) till bifokala (två) eller trifokala (tre) glas. 
Numera görs också progressiva glas. I dessa kan synskärpeavståndet varieras kontinuerligt; det vill säga det finns inte som i bifokala glas en skarv mellan de olika brännvidderna i glaset. Avståndet för skarpt seende kan därför ändras gradvis genom att man vinklar huvudet och på så sätt förflyttar ögats blickpunkt i linsen mot föremålet och får en ändrad fokalpunkt.
Glas med flera fokalpunkter eller progressiv slipning utförs normalt så att övre delen medger synskärpa på långt håll och den undre delen ger synskärpa på kort distans. Annat utförande kan förekomma för till exempel speciella arbetsställningar mot till exempel dataskärmar eller vid montagearbete över huvudhöjd.

## Glasmaterial
Glas till glasögon brukar tillverkas av mineralglas eller plastglas. Egenskaper som eftersträvas är att glasen ska väga så lite som möjligt, vara reptåliga, ha bra avbildningskvalité, hålla sin form bra och vara estetiskt tilltalande (liten tjocklek, lite reflexer).

## Bågmaterial
Glasögonbågar kan tillverkas av flera olika material. Oftast brukar man dela in bågarna i två olika kategorier: plast- eller metallbågar. 
Egenskaper som eftersträvas är att bågarna bland annat ska vara lätta, hållbara, justerbara, reptåliga, icke brännbara eller korrosiva samt att de inte ska kunna orsaka allergi. Glasögonen måste dessutom vara lätta och billiga att tillverka. Att bågarna ska vara estetiskt tilltalande är också en viktig aspekt i glasögonframställningen.

### Plastbågar

#### Cellulosaacetat
Cellulosaacetat är det vanligaste materialet som används idag. Det har en justeringstemperatur på runt 80 grader Celsius. Det mjuknar vid högre temperatur (vilket kan bli problematiskt i tropiska länder). Dess färger bleks av UV-ljus. Materialet har även små porer som kan absorbera ämnen från huden, vilket bland annat kan leda till allergi. Bågarna får ofta en vit hinna med tiden eftersom bågen absorberar salt från huden. Materialet kan poleras. Bågarna kan även gå att laga med hjälp av acetat som löser upp ämnet.

#### Cellulosapropionat
Bågar av cellulosapropionat är något starkare och flexiblare än cellulosaacetatbågar, vilket bidrar till att bågarna kan göras tunnare och lättare. Cellulosapropionatbågar har heller inte de små porer som acetatbågarna har, vilket gör att cellulosapropionatbågar inte kan framkalla allergi. Bågen kan dock ej poleras, och om den värms till alltför höga temperaturer så krymper bågen.

#### Cellulosanitrat
Bågar av cellulosanitrat är idag förbjudna av FDA. Bågarna justeras i runt 70 grader Celsius, men antänds om man går upp till 90 grader och är därför ett väldigt riskabelt material.

#### PMMA
Bågar av polymetylmetakrylat ser ut som kristall (med brytningsindex n=1,49), men är ett väldigt skört material och används främst till skyddsbågar.

#### Optyl
Tillverkas av epoxi, och specialtillverkas för glasögonbågar. Kallas ”minnesplast” då den likt minnesmetall återgår till sin ursprungliga form efter uppvärmning.

#### SPX
Mycket starkt material, som tillåter att bågarna blir tunna och väldigt lätta. Materialet tål inte temperaturchocker.

#### Nylon
Bågar av nylon är mycket starka och flexibla, men samtidigt svåra att justera. Används främst till skydds- och solglasögon.

#### Kolfiber
Är en blandning mellan kolfiber och nylon och är ett väldigt starkt material, som man kan göra tunna bågar med. Dock är materialet väldigt svårjusterat.

### Metallbågar

#### Guld
Guld är ett mycket dyrt material att tillverka glasögon med, även om det har flera fördelar. Guld kan inte förstöras genom kemisk inverkan och det är mycket formbart. Men enbart guld kan inte användas som material, eftersom det är alldeles för mjukt för att hålla.
Man använder sig istället av gulddoublé med en oädel metall eller alternativt en metallegering i grunden, på vilken sedan lägges ett tunt lager med guld. Detta kan även göras med elektrolytisk ytbehandling (guldplätering), som är en billigare variant och numera vanligare.

#### Monel
Legering som består av koppar, nickel, järn och magnesium. Nickel kan dock orsaka allergi.

#### Nickelsilver
Legering som består av koppar, nickel och zink (alltså inte silver). Är lättjusterade och håller justering bra. Nickel kan dock orsaka allergi.

#### Rostfritt stål
Legering av järn och krom (ibland lite nickel). Orsakar ej allergi om inte nicklet tas med. Är starkt och flexibelt samt lätt.

#### Aluminium
Är ett mycket lätt material, och reagerar inte på kemisk inverkan. Används mest till bågens skalmar och utsmyckningar på bågarna.

#### Titan
Lätt och hållbart, och orsakar inte allergi. Men materialet är dyrt och måste lödas i runt 1700 grader Celsius. Många titanbågar är därför inte gjorda av enbart titan. Man brukar dela in titanbågar i tre kategorier: A, B och C. 
I kategori A kombineras titan med nickelsilver eller någon annan metall, vilket leder till att det kan lödas i lägre temperatur. Bågen beläggs allra sist med ett guldskikt för att skydda nickelallergiker. Repor i det skiktet kan dock leda till utsöndring av nickel och allergiska symptom.
Kategori B överläggs enbart titanet med nickel så att lödning i lägre temperatur kan göras. Bågen beläggs allra sist precis som i kategori A, så även här kan repor orsaka allergi.
I kategori C är bågen enbart tillverkad av titan. Nickelallergiker löper därför ingen risk med dessa bågar. Problemet är att bågar i kategori C är väldigt svårt att löda. Bågen beläggs även här med ett guldskikt.

#### Minnesmetall
Legering av nickel och titan. Minnesmetall kan återgå till sin grundinställning om man böjer den. Används bara till näsbryggor och skalmar, då den är alltför flexibel för ramen runt glasen.

### Annat material
Andra material (historiskt) är sköldpaddsskal från karettsköldpadda (som inte får importeras längre eftersom karettsköldpaddorna är utrotningshotade), trä, horn, ben, elfenben, läder, latex, grafit med flera.

## Modetillbehör
Glasögon kan också bäras som ett rent modetillbehör även för personer som inte har synfel. Oftast kännetecknas de av att de säljs med fönsterglas. I andra änden av skalan finns personer som inte tycker att glasögon ser bra ut och av detta eller andra skäl väljer kontaktlinser för att korrigera synen. Kontaktlinser kan också användas för att tillfälligt ändra ögonfärgen, till exempel vid filminspelningar.
Liksom i så mycket annat går glasögonmodet i vågor. John Lennon populariserade de runda mormorsglasögonen på 1960-talet. På 1970-talet tenderade glasen att vara väldigt stora, för att på 1990-talet ha gått mot allt mindre modeller.

## Kultur kring glasögon
Glasögonbärare har i många sammanhang ansetts vara intelligenta och/eller nördar. Tandställning och glasögon tillsammans anses vara de största symbolerna för en töntig person (detta förekommer självklart[källa behövs] oftast i filmer och inte lika ofta i verkligheten). I synnerhet personer med tjocka glas har förknippats med nördighet. En tönt som Clark Kent kunde till exempel med sina glasögon knappast misstänkas vara Stålmannen. Den unga bibliotekarien eller bokhandelsbiträdet med uppsatt hår och glasögon förvandlas till en skönhet enbart när hon släpper ner håret och tar av sig "brillorna".
Idag har glasögon av flera anledningar förlorat sin tidigare töntstämpel. Därutöver är glasögon sedan länge[hur länge?] en del av modeindustrin.

### Typer av glasögon
- Lornjett
- Monokel
- Pincené
- Läsglasögon
- Solglasögon
- Skyddsglasögon
- 3D-glasögon
- Skidglasögon
- Simglasögon
- Videoglasögon
- Smarta glasögon

### Tillbehör
- Klips
- Senilsnöre